# Kotomicuki Keidzsi

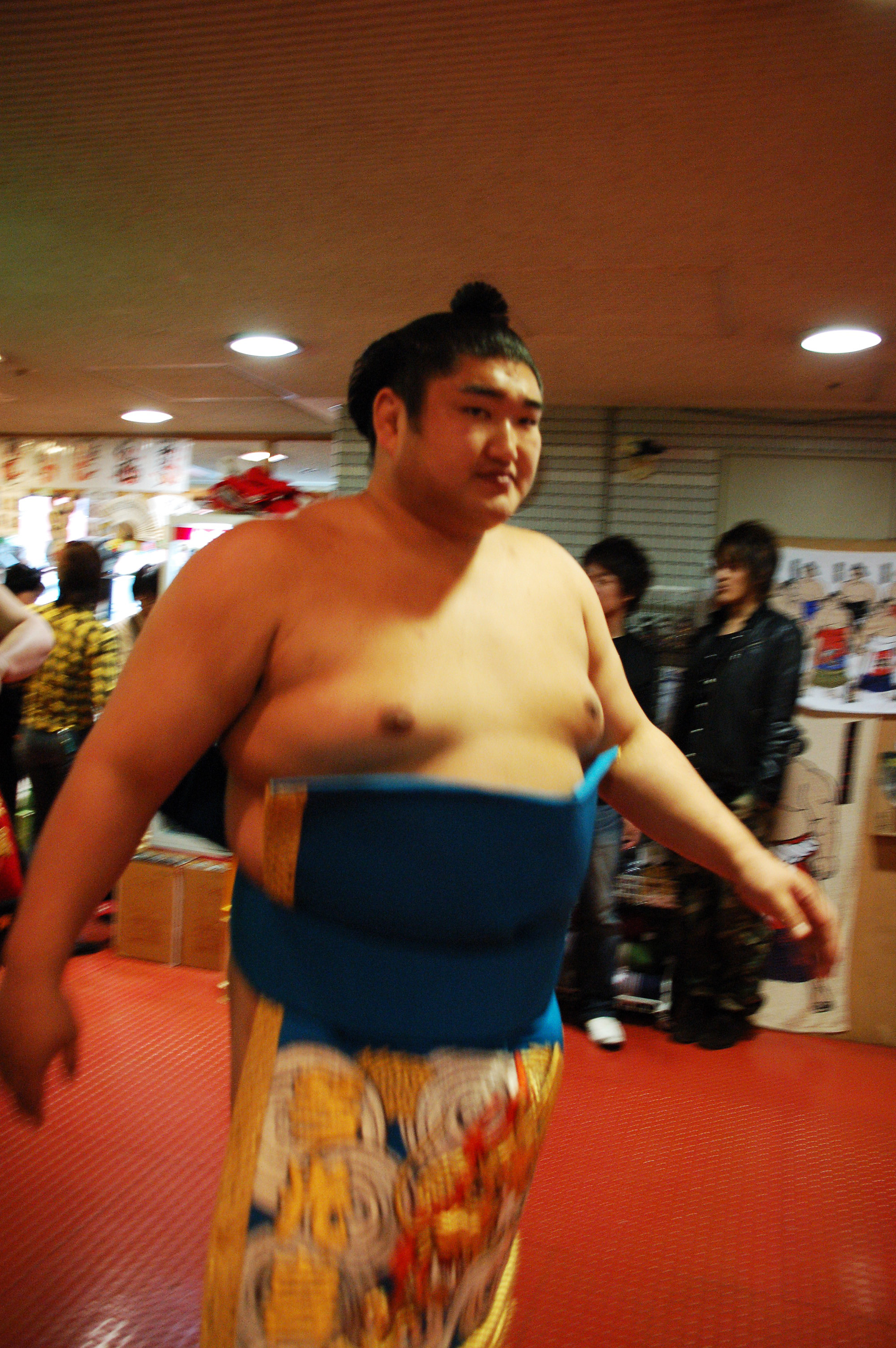
Kotomicuki Keidzsi

Kotomicuki Keidzsi (琴光喜 啓司, nyugaton Kotomitsuki Keiji, eredetileg 田宮 啓司, Tamija Keidzsi) (Okadzaki, Aicsi, Japán, 1976. április 11.) japán szumóbirkózó. 2007 júliusában kapta meg az ódzeki rangot, miután három egymás utáni tornán 45 mérkőzéséből 35-öt nyert meg.
A Nihon Egyetemen töltött évei alatt 27 címet nyert amatőrként. A profi szumóban 1999 márciusában debütált, korábbi eredményei miatt az alsóbb osztályokat kihagyhatta. A makuucsi osztályba 2000. májusban került be, de sérülése miatt a tornát ki kellett hagynia. Végül a novemberi Kjúsú-basón mutatkozott be: 13 : 2-es meccsarányával második helyezést ért el a jokodzuna Akebono után. Mindhárom különdíjat, a kimagasló teljesítményért, a technikáért és a küzdőszellemért járót is megkapta, és előléptették szekivakévé. Egyetlen tornagyőzelmét 2001 szeptemberében szerezte meg maegasiraként.
2007 májusában Tocsiadzuma visszavonulásával és Hakuhó jokodzunává válásával már csak három aktív ódzeki maradt. A helyükre Kotomicuki is esélyes volt, végül pedig magas életkora ellenére (2007-ben lett 31 éves – a májusban visszavonult Tocsiadzuma hét hónappal fiatalabb nála) jó teljesítményéért el is nyerte a címet, szeptemberben már ódzekiként indult a tornán.